# Wendy Fitzwilliam
 (septembre 2013).
Si vous disposez d'ouvrages ou d'articles de référence ou si vous connaissez des sites web de qualité traitant du thème abordé ici, merci de compléter l'article en donnant les références utiles à sa vérifiabilité et en les liant à la section « Notes et références ».
Wendy Fitzwilliam, née Wendy Marcelle Fitzwilliam le 4 octobre 1972 à Diego Martin en Trinité-et-Tobago, est une femme trinidadienne, qui a été élue Miss Univers 1998.

## Carrière
En 2009, elle sort un livre, Letters to Ailan.
Depuis 2010, elle a son émission de radio, The Wendy Fitzwilliam Show. Les audiences atteignent jusqu'à 300 000 auditeurs par semaine.
Depuis février 2013, elle anime aux côtés de Pedro Virgil (en) et Richard Young Caribbean's Next Top Model (en), déclinaison de l'émission America's Next Top Model présentée par Tyra Banks.
En 2024, Wendy Fitzwilliam a rejoint le conseil d'administration de l'University of the West Indies Development and Endowment Fund’s (UWIDEF). Elle a également siégé dans d'autres conseils d'administration et a exercé comme consultante en entreprise.

## Philanthropie
Wendy Fitzwilliam a travaillé comme bénévole au Cyril Ross Children’s Home, en s'occupant d'enfants atteints du VIH. Elle est régulièrement mise à l'honneur lors des Journées Internationales des Droits des Femmes.
Elle a été ambassadrice du Programme commun des Nations Unies sur le VIH/sida (ONUSIDA), et a travaillé avec le Fonds des Nations Unies pour la population (FNUAP).

## Vie privée
En juin 2006, Wendy Fitzwilliam a donné naissance à un garçon, Ailan.